# Anticòs 2F5
L'anticòs 2F5 és un anticòs neutralitzador d'ampli espectre capaç de blocar múltiples soques del virus de la immunodeficiència humana en experiments in vitro.